# 诺丽·阿都拉
诺丽·阿都拉（1976年7月24日—）是马来西亚第五任首相阿都拉·巴达威的女儿，也是前任马来西亚卫生部长凯里·嘉马鲁丁的妻子。曾经就读于雪城大學。